# اریک برگس (بازیکن فوتبال)
اریک برگس (انگلیسی: Eric Burgess؛ زادهٔ ۲۷ اکتبر ۱۹۴۴) بازیکن فوتبال اهل بریتانیا است.
از باشگاه‌هایی که در آن بازی کرده‌است می‌توان به باشگاه فوتبال ویلدستون، باشگاه فوتبال کولچستر یونایتد، باشگاه فوتبال تورکی یونایتد، باشگاه فوتبال پلیموث آرگیل و باشگاه فوتبال واتفورد اشاره کرد.